# مورس، اندر
مورس، اندر (به فرانسوی: Murs) یک کمون در فرانسه است که در اندر واقع شده‌است. مورس ۲۳٫۰۵ کیلومتر مربع مساحت و ۱۲۰ نفر جمعیت دارد و ۹۰ متر بالاتر از سطح دریا واقع شده‌است.